# Buschi (Orang-Utan)
Buschi (* um 1959; † 21. Januar 2011) war ein männlicher Orang-Utan. Er war bei seinem Tod einer der letzten Orang-Utans, die als Wildfänge aus Sumatra in europäische Zoos gelangt waren.

## Leben
Buschi kam im Alter von ungefähr dreieinhalb Jahren am 1. Juli 1962 in die Stuttgarter Wilhelma, in der er über 48 Jahre lang leben sollte. Während dieser Zeit zeugte er sieben Nachkommen, davon sechs mit der 1994 gestorbenen Suma. Zwei Töchter und eine Enkelin Buschis befanden sich noch in der Wilhelma, als Buschi im Alter von etwa 51 Jahren wegen eines bösartigen Tumors im Oberkiefer im Januar 2011 eingeschläfert werden musste.
Buschi, der fünf seiner Kinder überlebte, war damit einer der ältesten im EEP erfassten Orang-Utans und zum Zeitpunkt seines Todes das „dienstälteste“ Tier in der Wilhelma. Sein Körper wurde dem Rosensteinmuseum übergeben.

## Namensvetter
Einem Recherchefehler der Galileo-Big-Pictures-Redaktion von Pro 7 hatte ein anderer Orang-Utan namens Buschi (eigentlich Buschmann), der im Zoo Osnabrück lebt, im Juli 2011 ein Paket zu verdanken. Nachdem er aufgrund einer Verwechslung mit dem Stuttgarter Buschi für tot erklärt worden war, entschuldigte sich die Redaktion mit einer Autogrammkarte von Aiman Abdallah sowie einigen Leckerbissen bei dem Primaten. Der Osnabrücker Buschi wurde durch sein Interesse an Farbe und Pinsel bekannt; seine mit Aquarellfarben gestalteten Produkte werden vom Zoo verkauft, um Artenschutzprojekte zu unterstützen.